# علي محمود الشيخ علي
علي محمود الشيخ علي الهيازعي العبيدي (1902-1968)، سياسي عراقي، شغل عدة مناصب وزارية في عهد المملكة العراقية ومنها وزارة المالية ووزارة العدل.

## ولادته
ولد في 27 صفر 1320هـ/ 3 حزيران 1902م، في منطقة أبي غريب في بغداد من والد عربي ينتسب لقبيلة العبيد العربية المشهورة وإلى فخذ البو هيازع وبالتحديد آل العلكات، وكانت والدتهُ كردية النسب من أصل تركي.
وعمهُ القاضي عبد الحميد الشيخ علي الذي شغل منصب قاضي بغداد الأول في عهد المملكة العراقية. ومن عائلتهِ ابن عمهِ إسماعيل عبد الحميد، الذي كان رجل أعمال معروف ومؤسس عدة شركات صناعية عراقية.

## دراسته
درس الابتدائية في عدة مدارس في لواء كربلاء ولواء الحلة عندما كان والده محمود أفندي الشيخ علي يعمل كمأمور الاملاك المدورة والسنية. ثم انتقل للدراسة في المدرسة الرشدية (المتوسطة) وكانت دراستهُ الثانوية في المدرسة السلطانية ببغداد. وبعد سقوط بغداد عام 1917 على يد الإنكليز دخل مدرسة الحقوق ببغداد عام 1919، وهي أول سنة جعلت فيها الدراسة لمدة أربع سنوات وتخرج منها عام 1923، وزاول مهنة المحاماة.

## المناصب والاعمال

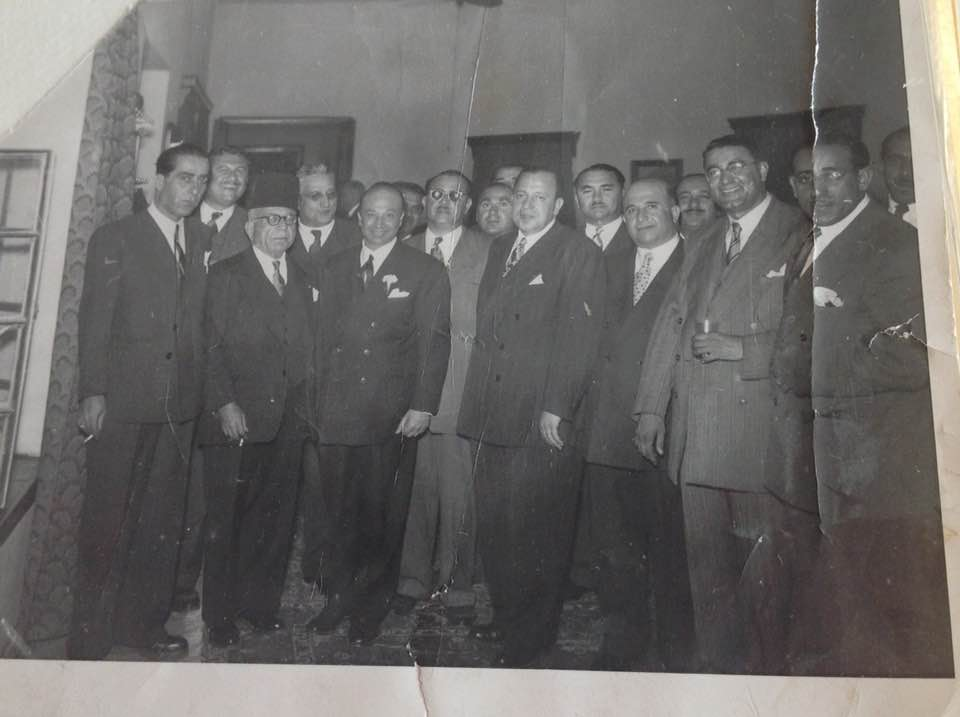
صورة علي محمود الشيخ علي مع مجموعة من رجال العهد الملكي وهم يمثلون وزارة مصطفى العمري في عام 1952، ومن بينهم: ضياء جعفر وعبد الأمير علاوي، وإبراهيم الشابندر وجمال بابان ونديم الباجه جي وعبد الرحمن جودت وماجد مصطفي وحسام الدين جمعة

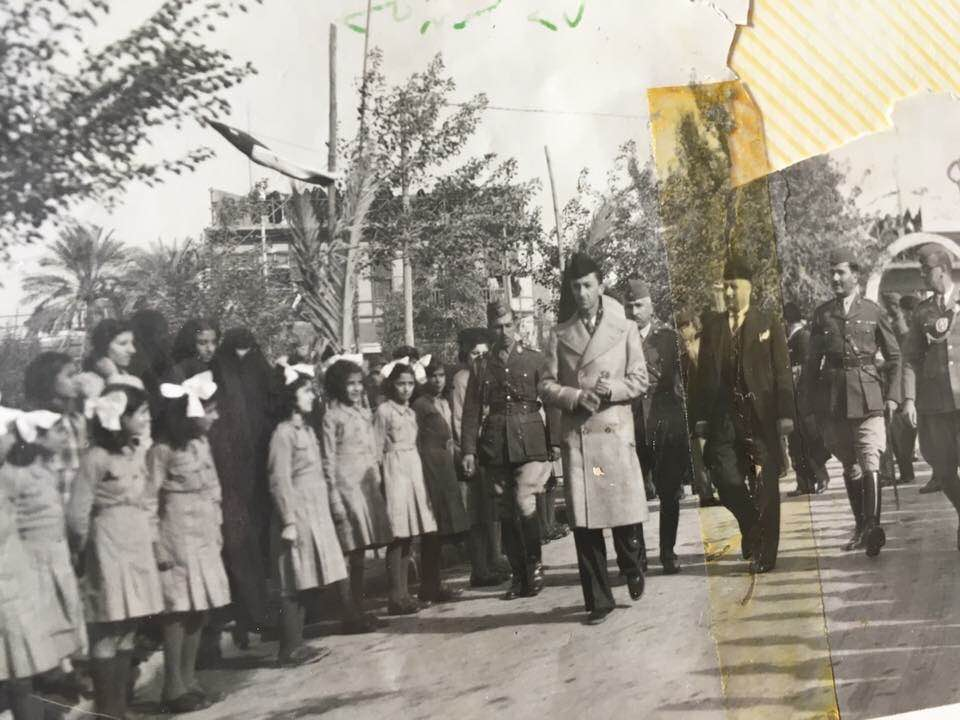
متصرف لواء البصرة علي محمود الشيخ علي في استقبال الوصي عبد الإله عند زيارته لمدينة البصرة في عقد الثلاثينات

كان علي محامي محنك مارس مهنة المحاماة لفترة طويلة من عمرهِ وكان مقر مكتبهِ في خان جغان في بغداد. وشغل مناصب كثيرة على اثر الاحداث السريعة المتزامنة التي وقعت في العراق في مرحلة شهدت اضطرابات ومظاهرات وضغوط شعبية ضد الحكم الملكي.
كما أنه انتسب إلى حزب حرس الاستقلال الوطني السري في بغداد عام 1919 عندما كان طالباً بالصف الأول في كلية الحقوق، وتكون الحزب من مجموعة من المثقفين برئاسة محمد الصدر وعضوية جعفر أبو التمن وعلي بزركان ومحمود رامز وغيرهم وكان ينادي باستقلال العراق التام وتأليف حكومة دستورية ملكية، وكان ذلك بداية العمل السياسي المنظم لهُ واندماجه في الحركة الوطنية يومها. وعمل في حزب الحرس للاعداد للثورة ضد الإنكليز، وحاول هذا الحزب توحيد الصفوف للشعب العراقي تحت قيادته لمقاومة الاستعمار. وهنا تجلت مواهبه وبرزت في كتابة مقالات قومية وسياسية حماسية تحث الشعب على الاتحاد وكانت جريدة الاستقلال المنبر الذي يخاطب فيهِ الجماهير للثورة على الطغاة الظالمين حتى تفجرت ثورة العشرين. وشارك علي محمود في كتابة المقالات السياسية مع كل من سامي خوندة ومحمد مهدي البصير والشاعر باقر الحلي، وعندما صدرت جريدة الرافدان أخذ علي يشارك كتابة المقالات السياسية والقومية.
ثم امتهن السياسة عام 1922، عندما دخل انتخابات مجلس النواب عن لواء الديوانية وفاز بها.
وكان عضواً في حزب الأمة للفترة خلال العامين 1924-1925، ثم عضو في الحزب الوطني مع جعفر أبو التمن وبعدها شغل منصب نائب عن لواء الكوت في الدورة الرابعة في عام 1933، ونائب عن لواء بغداد الدورة السادسة عام 1935. وشغل منصب وزير العدل في وزارة حكمت سليمان بديلا عن صالح جبر الذي استقال عام 1937.
وبعدها شغل منصب متصرف لواء البصرة في عام 1939. ومدير الكمارك عام 1940.
كما شغل منصب وزير الخارجية لفترة قصيرة في عام 1941 في وزارة رشيد عالي الكيلاني الثالثة، وكذلك شغل منصب وزير العدل في وزارة رشيد عالي الكيلاني الرابعة في العام نفسه.
بعد ثورة مايس 1941، أودع السجن بتاريخ 2 أيار 1942 وأطلق سراحه في 16 حزيران 1947. وكانت لهُ كتابات تحت اسم مستعار هو نصر بن سيار، ولقد كتب مذكراته في فترة سجن أبي غريب التي بدات بدخوله السجن عام 1942 وخروجه عام 1947.
وعاد ليشغل منصب وزير المالية في وزارة مصطفى العمري لفترة قصيرة في تشرين الثاني 1952 بدلاً عن الوزير المقال إبراهيم الشابندر، ثم استمر في منصبه في وزارة نور الدين محمود حيث شغل منصب وزير الخارجية بالوكالة ووزير مالية فيها ثم صار نائبا لرئيس محكمة التمييز العراقية حتى ثورة 14 تموز 1958 حيث أحيل للتقاعد.
وكانت لهُ مواقف وطنية كثيرة وساهم في الدفاع عن شخصيات مهمة في الوطن العربي، فقد تطوع مع بعض المحامين للدفاع عن الشيخ ضاري المحمود شيخ عشائر زوبع أمام المحكمة الكبرى، كذلك تطوع للدفاع عن أمين رويحة صديقه القديم الذي اشتهر بمواقفه القومية والوطنية حين اتهم في محاولة اغتيال أديب الشيشكلي للفترة خلال عامي (1950-1951).

## وفاته
ظل علي محمود يزاول مهنة المحاماة بعد احالته على التقاعد حتى وافته المنية اثر أزمة قلبية في 28 كانون الأول 1968، في مستشفى ابن سينا في بغداد، ودفن في مقبرة العائلة في مقبرة الشيخ معروف في جانب الكرخ.

## من مؤلفاته
- محاكمتنا الوجاهية.
- من وحي سجن أبو غريب ( مذكرات وتعليقات).
- مذكرات علي محمود الشيخ علي - وزير في حكومة الدفاع الوطني في وزارة رشيد عالي الكيلاني سنة 1941.
- اراء في القضية العربية وذكريات عنها - مطبعة السعدي عام 1950

## كتب عنه
- نشرت مذكراته بتحقيق وتعليق الدكتور محمد حسين الزبيدي عام 1985.[5][6][7]
- بحث الماجستير للطالب مهـد طالب في كليـة التربيـة - جامعة القادسية بعنوان: «علي محمود الشيخ علي ودوره في تاريخ العراق 1901 - 1958».